# 弘前 - 大館線
弘前 - 大館線（ひろさき - おおだてせん）はかつて青森県弘前市と秋田県大館市を結んでいた路線バスである。

## 概要

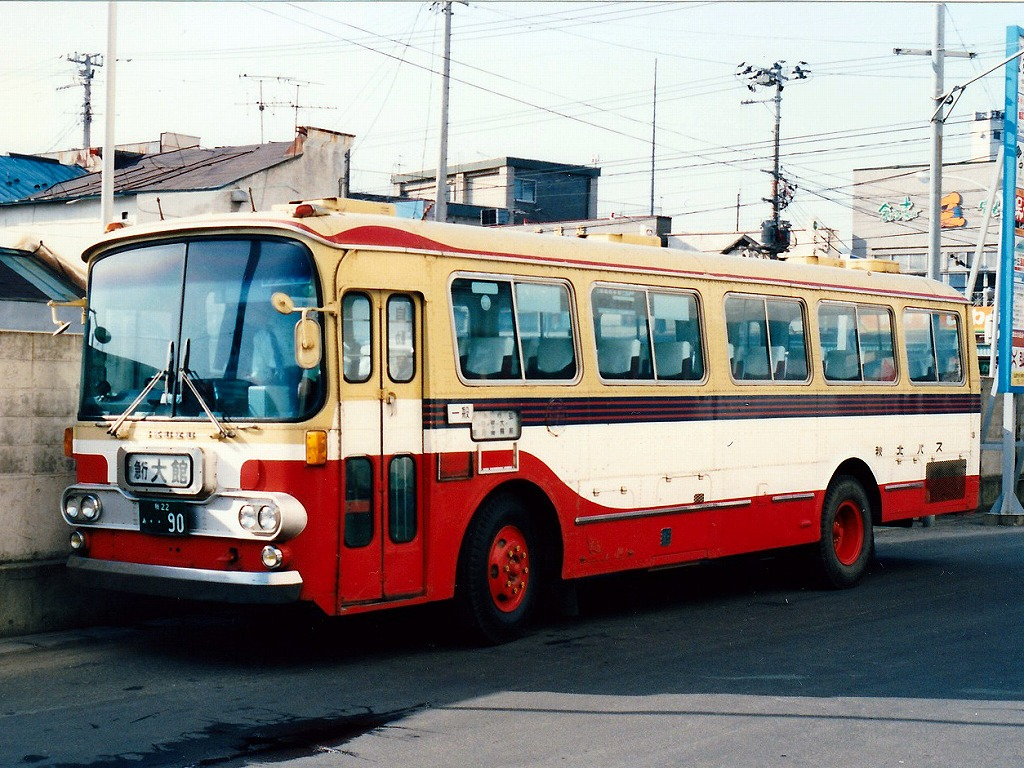
急行 弘前 - 大館線（秋北バス）

大館市は秋田県北部に位置し、県庁所在地である秋田市から離れていることから、大きな買い物など隣県の弘前市へ出掛ける傾向が強く、青森県のテレビ放送が受信できる地域が多いこともあって、かねてから結びつきが強かった。
かつて、大館・弘前間の移動は国鉄奥羽本線の利用がほとんどだったが、1953年より弘南バスと秋北バスが相互乗入れで「急行 弘前 - 大館線」を国道7号経由で運行を開始した。運賃は国鉄よりも割高で、運行経路は奥羽本線と並行していたものの、7時から18時まで毎時00分始発の運行だったため、利便性の良さから順調に旅客を増やしていった。
しかし、1980年代に入るとマイカーの普及による旅客の減少が始まりだした。利用状況を精査したところ、青森側の区間利用は通過する停留所があることから伸び悩んでいて、効率面から「弘前 - 相乗線」や「黒石 - 相乗線」との集約が求められていた。また、秋田側の区間利用は白沢から県境付近が特に落ち込んでいて、区間便の減便も始まっていた。実際問題として県境を跨ぐ利用客も減少していたことから、1993年12月に「急行 弘前 - 大館線」は廃止となった。
その後、弘前市内はカネ長武田の下土手町からの撤退、老舗映画館の廃業に伴うシネコンの出店、ダイエーや家電等の大型販売店の進出など、土手町商店街の衰退が進んで郊外型店舗の出店へとシフトし、そのような中で駅前商店街は大町側の再開発が進むなど、街は変貌を続けてきた。大館市内も中心商店街の衰退の流れは同様だが中央資本の進出が少ないため、街自体の活気が失われつつあった。距離的には同等の位置にある能代市という選択肢があるものの、街の伝統や規模から弘前市は大館市民にはまだまだ魅力のあるものであった。
そこで、大館市内から弘前市内への買い物や通院などの旅客需要を見込み、秋北バスが弘南バスに働きかけ、さくら野弘前店の協力を得て、2003年3月、東北自動車道経由の特急バスとして1日4往復の運行を開始した。
しかし、当初の予想通りに利用者数が伸びず、2003年12月に弘南バスが撤退し、同社が担当した2往復を廃止した。秋北バスは残る2往復の運行を続けたものの、採算ラインの10人以上をクリアできなかったため、運行開始後約1年でまたもや廃止となった。

## 運行経路

### 急行　弘前 - 大館線
- 弘前バスターミナル - 弘前駅前（往路のみ停車） - 上代官町（復路：中央通り一丁目） - 中央松森町 - 中央石川 - 大鰐待合所前 - 大鰐案内所 - 元長峰 - 碇ヶ関温泉会館前 - 相乗温泉前 - 日景温泉入口 - 陣場 - 白沢 - 釈迦内 - 大館駅前 - 秋北バスターミナル

### 特急　弘前 - 大館線
- さくら野弘前店 - 弘前バスターミナル - （大鰐弘前IC） - （東北自動車道経由） - （碇ヶ関IC） - 陣場 - 白沢 - 特急釈迦内 - 大館駅前（秋北バス本社前） - 秋北バスターミナル（1番のりば）

## 歴史
- 1953年 - 「急行 弘前 - 大館線」を弘南バスと秋北バスの共同で運行開始。
- 197x年 - 弘前行の弘前市内経路を下土手町経由から上代官町経由に変更。
- 1993年12月 - 「急行 弘前 - 大館線」を廃止。
- 2003年3月21日 - 「特急 弘前 - 大館線」を弘南バスと秋北バスの共同で運行開始。
- 2003年12月1日 - 弘南バスが撤退。運行本数を1日4往復から1日2往復に減便。
- 2004年4月19日 - 「特急 弘前 - 大館線」を廃止。

## 利用状況 (特急時代)
| 年度       | 運行日数 | 運行便数 | 年間輸送人員 | 1日平均人員 | 1便平均人員 |
| ---------- | -------- | -------- | ------------ | ----------- | ----------- |
| 平成14年度 | 11       | 54       | 384          | 34.9        | 7.1         |
| 平成15年度 | 366      | 2,441    | 8,666        | 23.7        | 3.6         |

※平成14年度は平成15年3月21日から同年3月31日までの数字。